# Нестеровский, Пётр Артёмович
Пётр Артёмович Нестеровский (укр. Петро Артемович Нестеровський; 28 июня 1870, Каплёвка — 16 марта 1932) — украинский фольклорист, этнограф, педагог, библиотекарь. Отец писателя Петра Нестеровского.

## Биография
Родился 28 июня 1870 года в селе Каплёвка (ныне — Днестровского района Черновицкой области Украины) в семье священника. В 1897 году окончил Варшавский университет, где и преподавал русский и церковнославянский языки, историю. Впоследствии был директором и инспектором в гимназиях Варшавы. Находясь в родном краю на летних каникулах, ездил по сёлам (сёла Грозинцы, Каплёвка, Керстенцы и Ветрянка, в настоящее время Днестровского района Черновицкой области) с этнографическими исследованиями, а также в Непоротово, чтобы ознакомиться со скальным монастырём. Свои записи (подборки песен, сказок, легенд, загадок, заговоров, пословиц и поговорок как «Материалы по этнографии бессарабских руссинов») публиковал в журнале «Киевская старина». В работе «Бессарабские русины» автор подал весь жизненный цикл бессарабских украинцев в отдельных очерках: «Верования бессарабских руссинов», «Рождение ребёнка», «Свадьба», «Похороны», «Коляды», «Новый год», «Крещение», «Пасха», «Троица» и др. В своей монографии П. А. Нестеровский отметил тот факт, что «бессарабские русины за протекшее время своей обособленной жизни успели превратиться в самостоятельную этнографическую единицу с довольно явственно обозначенною индивидуальностью».
В начале Первой мировой войны вместе с семьёй уехал в Москву. В 1918 году переехал в Украину. Работал директором Александровской гимназии на Екатеринославщине, а с 1919 года и до самой смерти — в киевской Всенародной библиотеке Украины (ныне — Национальная библиотека Украины имени В. И. Вернадского) на различных должностях: от библиотекаря до заведующего отделом периодики, заведующего отделом регистратуры.
Умер 16 марта 1932 года. Похоронен в Киеве на Байковом кладбище.

## Награды
Награждён орденами святого Станислава 3-й и 2-й степеней, святой Анны 3-й и 2-й степеней.

## Труды
- Бессарабские руссины. Варшава, 1905.
- Материалы по этнографии бессарабских руссинов. «Киевская старина», 1905, № 10.
- По русской Буковине: Путевой набросок. СПб., 1908.
- На севере Бессарабии: Путевые очерки. Варшава, 1910.